# Saccopteryx leptura
El murciélago de sacos pequeño (Saccopteryx leptura) es una especie de quiróptero que habita en los bosques tropicales de las tierras bajas de Centroamérica y Sudamérica.

## Morfología
El pelaje del dorso es de color marrón oscuro; presenta rayas en la espalda son de color castaño amarillento pálido; el vientre es color café-parduzco. La longitud de la cabeza con el cuerpo alcanza entre 3,8 y 5,1 cm, la cola de 0,9 a 1,9 cm, el pie de 0,6 a 1 cm, la longitud de la oreja es de 1,2 a 1,5 cm y la del antebrazo entre 3,7 y 4,3 cm. Pesa entre 3 y 6 g. La hembra es ligeramente más grandes que el macho. 

## Comportamiento
Vive en colonias de 5 a 15 individuos, aunque se encuentran machos solitarios.

## Alimentación
Comen insectos, a los que capturan en el aire. Salen a buscar alimento antes de que se ponga el sol y buscan alimento toda la noche.